# Gemmenicher Platt
Das Gemmenicher Platt (Jömelejer Platt) ist der ostlimburgisch-ripuarische Übergangsdialekt, der in Gemmenich, im Nordosten der belgischen Provinz Lüttich, gesprochen wird.

## Klassifizierung

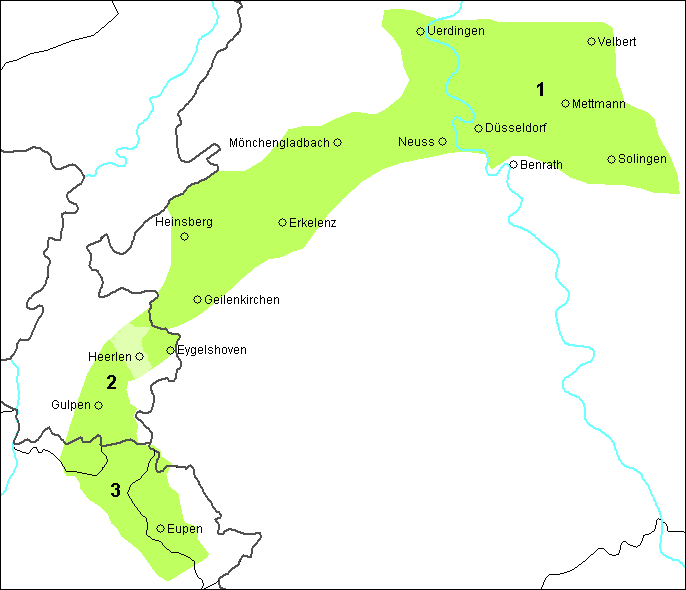
Die ostlimburgisch-ripuarischen Übergangsdialekte: 1. Bergische Dialekte, 2. ostlimburgisch-ripuarisch im engeren Sinne, 3. Plattdütsch (Gemmenich)

Gemmenich gehört zu den plattdeutschen Gemeinden, im äußersten Osten Belgiens. Die Mundarten, die in diesen Gemeinden gesprochen werden, gehören zu den zahlreichen Übergangsdialekten im Dialektkontinuum des Rheinlands. Der Gemmenicher Dialekt weist somit Ähnlichkeiten mit verschiedenen benachbarten ripuarischen Mundarten auf, vor allem mit dem Aachener Platt (Öcher Platt) in Deutschland sowie dem davon kaum zu unterscheidenden ebenfalls benachbarten Vaalser Platt (Völzer) in den Niederlanden.
Die größten Ähnlichkeiten weist der Gemmenicher Dialekt jedoch mit den südniederfränkischen Übergangsdialekten auf, die in einem halbkreisförmigen Gebiet zwischen dem bergischen Land und Eupen in der Eifel gesprochen werden. Aufgrund seines Lautstandes lässt es sich dem niederfränkischen Sprachraum zuordnen, denn in der Gemmenicher Mundart gibt es meistens kein hoch- oder mitteldeutsches „z“, (Hd. Zeit > Tiit, Hd. Zeichen > Teeke) und auch kein hoch- oder mitteldeutsches „s“ (Hd. verbessern > verbeatere). Es muss aber angemerkt werden, dass es auch Ausnahmen gibt (z. B. tsuker, vgl. Hd. Zucker).

## Aussprache und Schreibung

### Konsonanten
Weitverbreitet sind der J-Anlaut und -Mittenlaut, die aus dem Ripuarischen stammen. Typisch für die Dialekte der Region ist auch die Velarisierung des aus- und inlautenden -nd (Kingk, kinger). Im Gegensatz zu manchen benachbarten Übergangsdialekten in den Niederlanden tritt die Velarisierung aber nicht konsequent auf. Ausgenommen sind vor allem Substantive mit hinteren Vokalen im Singular. Im Gemmenicher Platt spricht man beispielsweise von einem Tand (Zahn), aber auch von mehreren Täng (Zähnen). Das in- und auslautende -nd in Diminutiven werden meistens velarisiert, z. B. Kengche (Kindchen), obwohl auch Keneke gesagt wird, was eher im ostlimburgischen Dialektraum üblich ist.
Das Gros der Mitlaute des Gemmenicher Platt unterscheiden sich weder nach Intonation noch in der Schreibung von ihren standarddeutschen Verwandten.
Drei der gemmenicher Mitlaute kennt das Standarddeutsche nicht, sie werden mit „ĝ“ und „w“ notiert.
Die beiden stimmhaften Varianten des ĝ entsprechen in etwa der berlinerischen und rheinischen Aussprache des mittelständigen Konsonanten der Worte „sagen“, „waren“, „wagen“, „Wagen“, „Waage“, „Ware“, sowie der norddeutschen von „Gebiet“ (Rebeet), sie ähneln auch dem stimmhaften „g“ des Niederländischen etwa in „gracht“ (Gracht); die stimmlose Version des „ĝ“ vor stimmlosen Konsonanten und am Wortende klingt mit dem deutschen „ch“ aus „Dach“ gleich. Der Buchstabe „w“ wird ausschließlich für das nicht geriebene „w“ wie in den englischen Wörtern „way“, „work“, „Howard“ benutzt.
Der Buchstabe „v“ steht ausschließlich für den geriebenen Konsonanten, der wie in den deutschen Wörtern „Wasser“ und „Vase“ klingt, niemals für das „v“ aus „Vater“, „Vogel“, das einheitlich als „f“ geschrieben wird. Für das stimmhafte „sch“ aus deutschen Fremdwörtern, wie „Dschunke“, „Journalist“, „Blamage“ wird „ĵ“ geschrieben. An Stellen, an denen nicht aus dem Buchstabenumfeld unmittelbar ersichtlich ist, dass ein „s“ stimmlos gesprochen wird, ist es stimmhaft; ansonsten wird es wie im Französischen als „ç“ geschrieben.
Die hochdeutschen Ausspracheregeln für „sp“ und „st“ mit einem „sch“-Laut gelten am Wortanfang, sonst nicht. Abweichend vom Deutschen sind doppelt geschriebene Konsonanten unnötig und kommen deswegen auch nicht vor, siehe lange Vokale. Das Gleiche gilt für ein alleinstehendes „c“ (geschrieben als „k“ oder „ts“), das „x“ („ks“), „z“ und „tz“ („ts“) und verschiedene weitere Buchstabenkombinationen wie „qu“ („kw“), „chs“ („ks“) und ähnliche, einschließlich fremdsprachlicher, wie „ph“ („f“) oder „-tion“, und so weiter.
| Zeichen | Zeichen | Beispielwort | Beispielwort | Deutsche                                    | Standarddeutsche                 |                    |
|         | IPA     | Schreibung   | IPA          | Übersetzung                                 | Lautbeispiele                    | Bemerkung          |
| ------- | ------- | ------------ | ------------ | ------------------------------------------- | -------------------------------- | ------------------ |
| b       | b       | baal         | [bɑ.l]       | Ball                                        | Ball                             |                    |
| ch      | ç       | ech          |              | ich                                         | ich, Honig, Chemie               |                    |
| ch      | χ       | laache       | [ˈla.χə]     | lachen                                      | lachen                           |                    |
| d       | d       | dom          | [dom]        | dumm                                        | dumm                             |                    |
| f       | f       | flot         | [flot]       | flott, schnell, flink, hurtig, eilig        | flink, Phase, voll               |                    |
| g       | ɡ       | graas        |              | Gras                                        | Gras                             |                    |
| ĝ       |         | sääĝe        |              | sägen                                       | –                                |                    |
| ĝ       | ɣ       | saaĝe        | [ˈzaːɣə]     | sagen                                       | –                                |                    |
| h       | h       | hüere        |              | hören                                       | hören                            |                    |
| j       | j       | joot         |              | gut                                         | jählings                         |                    |
| ĵ       | ʒ       | waĵele       | [ˈwaʒələ]    | schwatzen, schnattern                       | Journal, Garage, Dschungel       |                    |
| k       | k       | kap          | [kap]        | Kappe                                       | Kappe, Café, Christ, Qualm       |                    |
| ks      | ks      | häks         | [hɛ.ks]      | Hexe                                        | Wechsel, Hexe, häckseln          |                    |
| l       | l       | lap          | [la.p]       | Lappen; Taugenichts; Geldschein; Schuhsohle | Lappen                           |                    |
| m       | m       | mäm          | [mɛm]        | Memme; Hängebusen                           | Memme                            |                    |
| n       | n       | nat          | [na.t]       | nass                                        | nass                             |                    |
| ng      | ŋ       | ping         | [piŋ]        | Schmerz                                     | Dinge                            |                    |
| nk      | ŋk      | dank         | [da.ŋk]      | Dank                                        | Dank                             |                    |
| p       | p       | ponä         | [ˈponɛ]      | Pony                                        | Pony                             |                    |
| r       |         | rol          |              | Rolle                                       | Rolle                            |                    |
| s       | z       | saaĝe        | [ˈzaːɣə]     | sagen                                       | sagen                            |                    |
| ç       | s       | hoç          | [hos]        | Hose                                        | bloß, das, fassen, fasten, Wespe |                    |
| s       | s       | waas         | [wa.s]       | Grasnarbe, wachsen                          | bloß, das, fassen, fasten, Wespe |                    |
| sch     | ʃ       | schön        | [ʃøn]        | schön                                       | schön, Chef, spät, stellen       |                    |
| sp      | ʃp      | spie         | [ʃpiə]       | spät                                        | spät                             | nur am Wortanfang  |
| sp      | sp      | wespel       |              | Wespe                                       | Wespe, Mußpott, Messperle        | nur im Wortinnern  |
| st      | ʃt      | stäle        | [ˈʃtɛlə]     | stellen                                     | stellen                          | nur am Wortanfang  |
| st      | st      | vaaste       | [ˈvaːstə]    | fasten                                      | fasten Stoßton, Messteller       | nur im Wortinnern  |
| t       | t       | teeke        | [ˈte.kə]     | Zeichen                                     | tun, Theke                       |                    |
| ts      | ts      | tsuker       |              | Zucker                                      | Ratsherr, trotzdem, zehn         |                    |
| tsch    | tʃ      | matsch       | [matʃ]       | Die Trumpfkarte Treff Dame beim „mitsche“   | Matsch, Catchen, Cembalo, Ciao   |                    |
| v       | v       | val          | [val]        | Fall                                        | Wall, Vase, Wade                 |                    |
| w       | w       | wat          | [wat]        | was                                         | –                                | wie w in engl. way |

## Worte
Viele Worte in der Gemmenicher Mundart werden aus dem umhüllenden Französischen der Wallonie und dem benachbarten Deutschen entlehnt.

### Beispiele
Einige Beispielsätze mögen ein Gefühl für das Gemmenicher Platt vermitteln:
- de aanköndejong van de trow, dat is at dree joor lää.
 De aankondiging van de trouw(erij), dat is al drie jaar geleden! (NL)
Die Ankündigung der Trauung, das ist schon drei Jahre her!

Zu lää vgl. engl. late oder Niederländisch geleden
- dä kümüliet singe beroop än et amt va börjemeester; poletiker kümüliere jear.
 Die/Hij verbindt/cumuleert zijn beroep met/aan het ambt van burgemeester; Politici verbinden/cumuleren graag/gaarne. (NL)
 Er verbindet seinen Beruf und das Amt des Bürgermeisters auf lukrative Weise, Politiker haben gerne mehrere gewinnbringende Beschäftigungen
- dat malöör hau ech vörutjesie än et es och äjetrofe.
 Dat ongeluk had ik vooruitgezien en het is ook aangetroffen/uitgekomen. (NL)
 Das Unglück habe ich kommen sehen (vorausgesehen) und es ist auch eingetroffen.
- et aue guvärnemänt verlangt van de lüj vööl äschränkunge än alewil es et lääve düür.
 Het ouwe/oude gouvernement verlangt van de lui/mensen/lieden veel inperkingen/bezuinigingen en allewijl/heden-ten-dage/tegenwoordig is het leven duur. (NL)
 Die alte Regierung verlangt von den Leuten viele Einschränkungen und heutzutage ist das Leben teuer.
- ene lierer mot jeder daaĝ aufjaabe verbeatere, mä wän ech der tiit ha, koom ech noch hüj verbee.
 Een leraar moet iedere dag opgaven verbeteren/korrigeren, maar wanneer ik de tijd heb, kom ik nog heden/vandaag voorbij/langs. (NL)
 Ein Lehrer muss jeden Tag Aufgaben korrigieren/verbessern, aber wenn ich die Zeit habe, komme ich heute noch vorbei.
 Zu mä vgl. ndl. maar
Sinngemäß auch: „Als Lehrer muss ich …“
- dat wädt schoon jue, ech sal dat möreje metbrenge.
 dat sal schoon jue, ech wädt dat möreje metbrenge.
 Dat zal schoon/mooi/wel gaan, ik zal dat morgen meebrengen. (NL)
 Das wird schon gehen, ich werde das morgen mitbringen.
- vör hant os an et spatseerender jät vertoot, än du hat dä Scharel sech der voot vertroon.
 We hebben ons onder het wandelen iets verteld, en toen vertreedde Karel zich de voet / en toen had Karel zich de voet vertreden. (NL)
Wir haben uns beim Spazieren etwas erzählt, und dann hat der Karl sich den Fuß vertreten.
Zu vertoot von vertele vgl. ndl. vertellen, rip. verzälle, pfl. verzeehle, engl. to tell; zu vertroon vgl. Kölsch vertrodde.